# Мусаєв Володимир Гіясітдінович
Володимир Гіясітдінович Мусаєв (2 травня 1950, місто Сталінабад, тепер Душанбе, Таджикистан) — радянський діяч, токар-розточувальник заводу «Таджиктекстильмаш» імені Дзержинського міста Душанбе Таджицької РСР. Член ЦК КПРС у 1990—1991 роках.

## Життєпис
У 1966—1968 роках — учень закрійника, закрійник взуттєвої фабрики № 1 міста Душанбе Таджицької РСР; робітник Південно-геофізичної експедиції в місті Орджонікідзеабад Таджицької РСР.
З 1968 по 1970 рік служив у Радянській армії.
У 1970—1973 роках — слюсар-сантехнік Душанбинського монтажного управління № 2 тресту «Таджиксантехмонтаж».
У 1973—1985 роках — фрезерувальник заводу «Таджиктекстильмаш» імені Дзержинського міста Душанбе Таджицької РСР.
Член КПРС з 1977 року.
У 1981 році закінчив вечірню середню школу робітничої молоді в місті Душанбе.
З 1985 року — токар-розточувальник заводу «Таджиктекстильмаш» імені Дзержинського міста Душанбе Таджицької РСР.
Подальша доля невідома.